# Cockfosters (metrostation)
Cockfosters is een Londens metrostation aan de Piccadilly Line, waarvan het het noordelijke eindpunt vormt. Het station is geopend in 1933 en verbouwd in 2007.  Het station is gelegen aan Cockfosters Road, ongeveer 15 kilometer van het centrum van Londen en bedient in de Londense buitenwijk Cockfosters, het district Barnet, maar ligt eigenlijk net over de grens in het naastgelegen district Enfield. De perronhal is hetzelfde als die in Uxbridge, het westelijke eindpunt van de lijn. Net ten zuidoosten van het station ligt het depot van de Piccadilly Line.

## Geschiedenis
Het station opende op 31 juli 1933 als laatste van de verlenging van de Piccadilly Line ten noorden van Finsbury Park, vier maanden na Oakwood, dat toen nog Enfield West genoemd werd, dat in het tracébesluit het noordelijke eindpunt zou worden aan de oostkant van het depot. Het besluit tot de bouw van het station viel in november 1929 zodat ook aan de westkant van het nieuwe depot de metro genomen kon worden. Als namen voor het toegevoegde station werden tijdens de bouw Trent Park en Cock Fosters (een vroege spelling van de naam van het gebied) voorgesteld. Op de borden bij de bouwplaats stond het als een woord, wat vervolgens ook werd aangehouden. De bouw begon nog voor de nationalisatie op 1 juli 1933, het station was wel het eerste dat door London Transport werd geopend.
Het station is ontworpen door Charles Holden in een moderne Europese stijl met baksteen, glas en gewapend beton. In vergelijking met andere nieuwe stations die Holden voor de verlenging ontwierp zijn de gebouwen van Cockfosters bescheiden uitgevoerd, zonder forse stationshal zoals bij Oakwood en Arnos Grove of het avant-gardistische  ronde gebouw van Southgate. In de ontwerpschetsen van Holden uit 1931 werd de Cockfosters Road geflankeerd door twee gebouwen die elk een toren hadden aan de zuidkant. De torens kwamen er niet en het gebouw aan de westkant van de straat werd vervangen door een abri met trappen naar de voetgangerstunnel onder de straat. Het gebouwde oostelijke gebouw is eveneens kleiner dan dat in het ontwerp van 1931. Het opvallenste kenmerk van het station is de betonnen kap boven de sporen en perrons die wordt gedragen door betonnen zuilen op de eilandperrons. Boven het middelste spoor is de kap hoger dan boven de andere sporen en het daglicht kan door glazen panelen tussen de zuilen op de perrons vallen. De overkapping werd in 1937 – 1938 in Uxbridge, het andere einde van de lijn, gekopieerd om de eenheid te benadrukken. Het gebouw is Grade II listed.

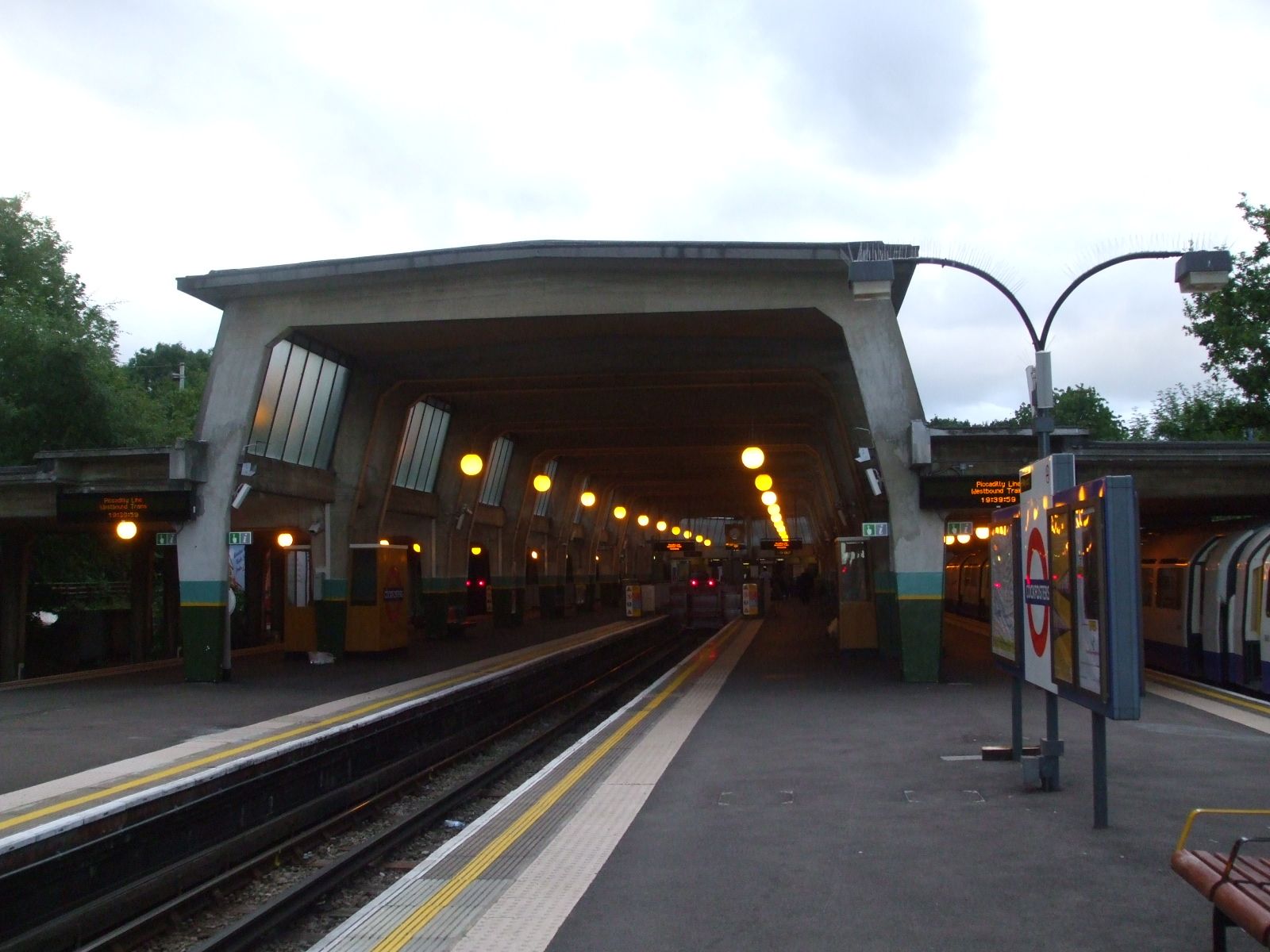
Het middenspoor in de perronhal van Cockfosters.
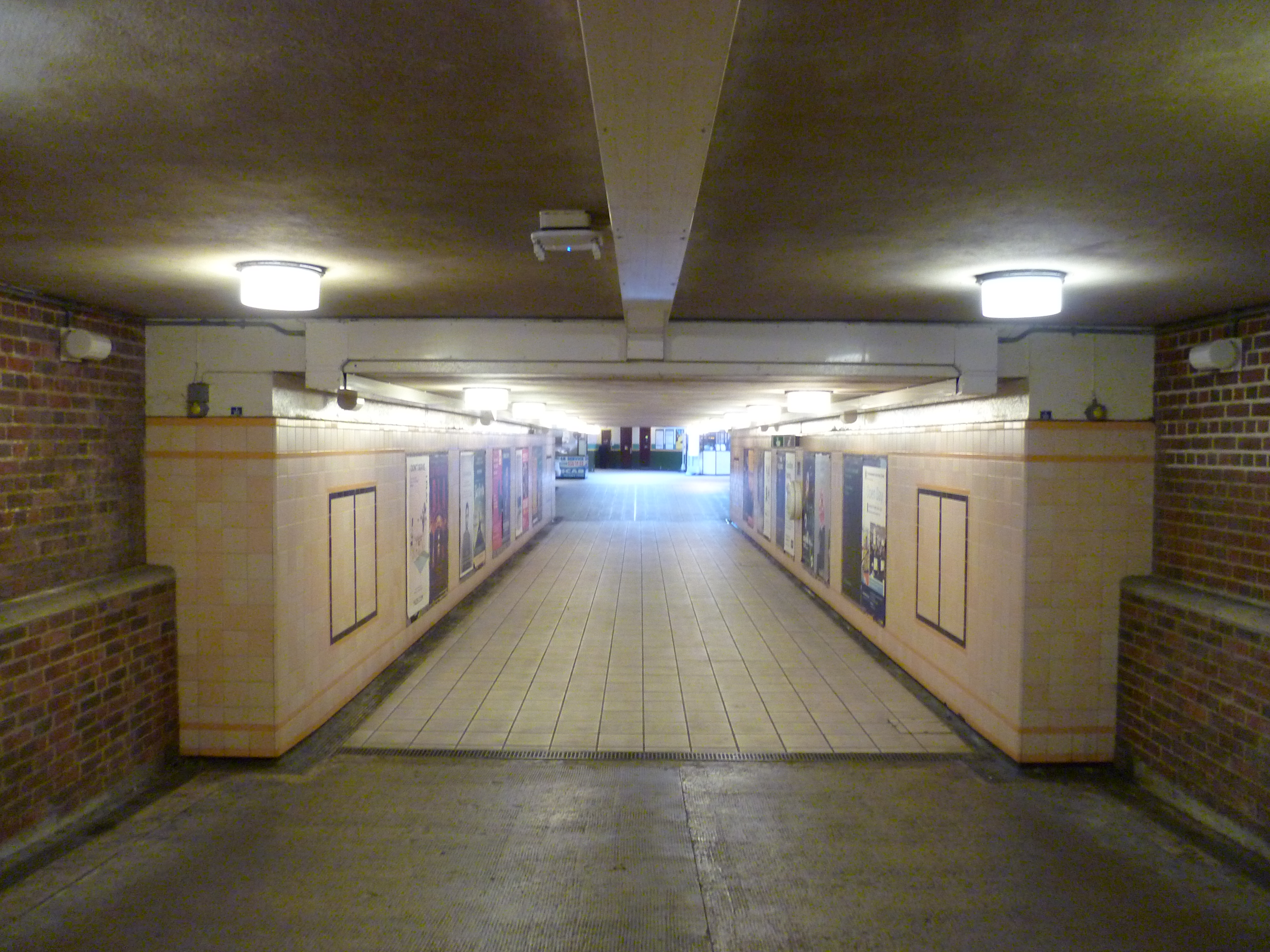
De voetgangerstunnel onder Cockfosters Road.
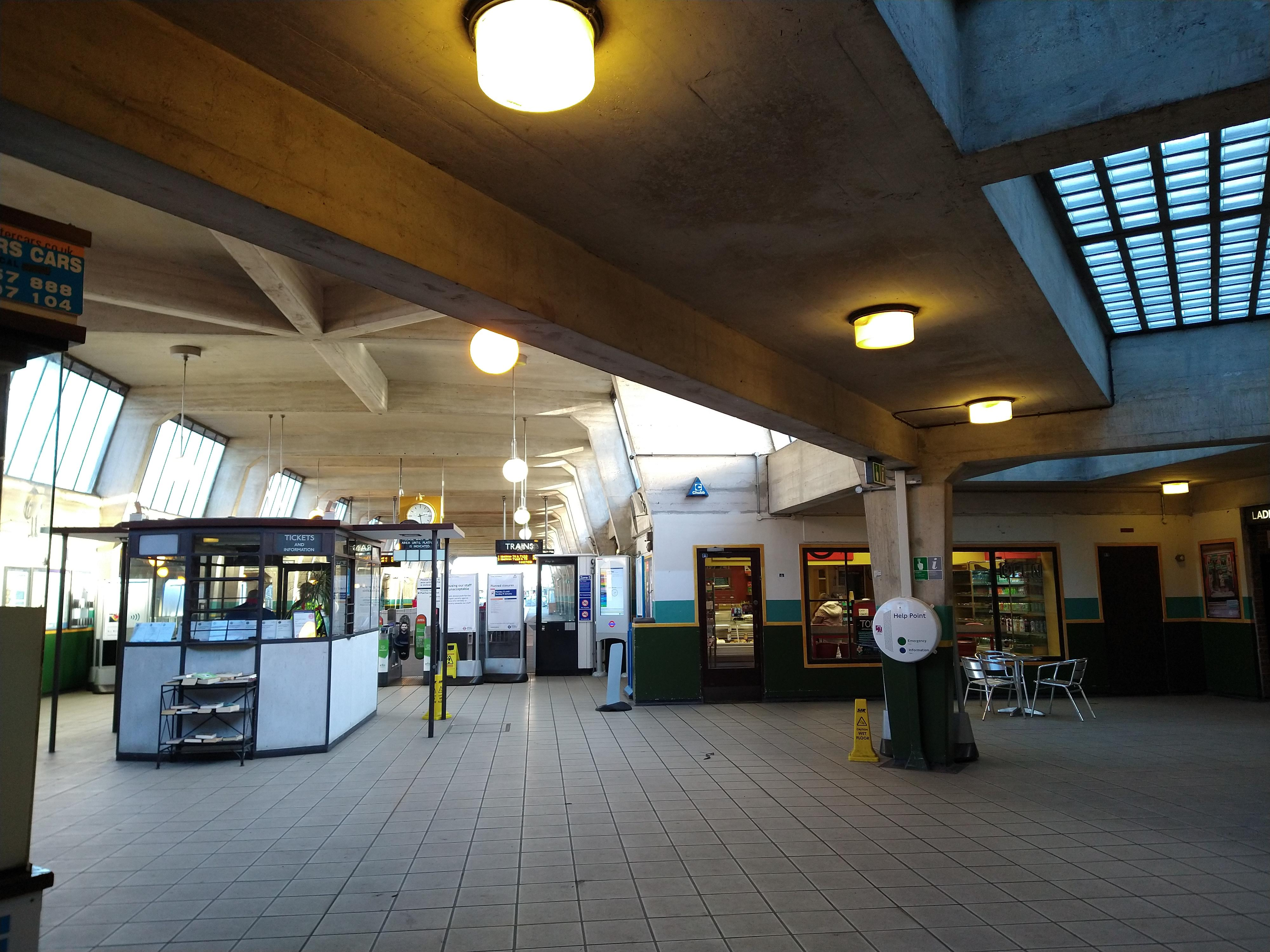
De stationshal.

## Ligging en inrichting
Het station heeft twee eilandperrons die als 1 t/m 4 genummerd zijn, van de drie sporen liggen er twee aan de buitenkant terwijl het middelste spoor langs de binnenkant van beide perrons ligt. Dit is een toepassing van de spaanse methode waarbij de uitstappers aan een kant de trein verlaten en de vertrekkers aan de andere kant instappen. De meeste metro's in oostelijke richting op de Piccadilly Line eindigen, tijdens de spitsuren en in de avond keert een aantal diensten al in Arnos Grove of Oakwood. Sommige metro's eindigen zelfs bij Wood Green, dit geburt echter alleen in de vroegere ochtend of in noodsituaties gebruikt. Het depot van Cockfosters ligt zich tussen Oakwood en Cockfosters en is vanuit beide stations bereikbaar. In september 2020 werd de aanpassing voor rolstoelgebruikers voltooid door de plaatsing van een lift naar het perron, hiermee is Cockfosters het 80e roelstoeltoegankelijke metrostation in Londen. 
In september 2020 werd een plan gepresenteerd voor de bouw van 350 woningen, waarvan 40% in de sociale sector, op de parkeerplaats van het station. Transport for London ontwikkelde de plannen in samenwerking met projectontwikkelaar Grainger om extra inkomsten te genereren. De voorstellen omvatten ook nieuwe openbare ruimtes, fietsenstallingen en speciale parkeerplaatsen voor gehandicapten. Het voorstel is bekritiseerd door omwonenden, vanwege het verlies parkeerplaatsen en het aantal nieuwe woningen dat op het terrein moet worden gebouwd. Iets ten noorden van het station ligt Trent Park en de wandelroute London LOOP loopt door de voetgangerstunnel van het station om Cockfosters Road over te steken.